# Gyponana colorada
Gyponana colorada är en insektsart som beskrevs av Delong och Wolda 1984. Gyponana colorada ingår i släktet Gyponana och familjen dvärgstritar. Inga underarter finns listade i Catalogue of Life.